# Творец (Рид Ричардс)
Творец (англ. Maker), настоящее имя Рид Ричардс (англ. Reed Richards) — персонаж, появляющийся в комиксах издательства Marvel и представляющий собой альтернативную версию Мистера Фантастика во вселенной Ultimate Marvel. Первоначально изображался как доблестный, бескорыстный и погружённый в науку супергерой, а также как более молодая, современная версия Рида Ричардса. Впоследствии превратился в суперзлодея по прозвищу Творец, пережив череду трагедий и множество психологических травм. В дальнейшем стал частью основной вселенной  Marvel, выступая антагонистом и показательным примером для своего классического аналога, демонстрирующим, каким мог стать Рид Ричардс, если бы использовал свой гениальный интеллект и суперсилы в злых целях.

## История публикаций
Несмотря на сходства Ultimate Рида Ричардса с его аналогом с Земли-616, он иначе приобрёл свои суперспособности и гораздо моложе классического Ричардса. Персонаж был создан сценаристами Брайан Майкл Бендис и Марк Миллар и художником Адамом Кубертом, дебютировав в начале 2004 года в Ultimate Fantastic Four #1 (Февраль, 2004).  
В 2011 году персонаж провозгласил себя Творцом и стал заклятым врагом Алтимейтс. После того, как Вселенная Ultimate (Земля-1610) была разрушена во время событий Secret Wars в 2015 году, Творец переместился в основную вселенную. 

## Биография

### Ранняя жизнь и Фантастическая четвёрка

Рид Ричардс в роли Мистера Фантастика на обложке Ultimate Fantastic Four #56 (Сентябрь, 2008). Художник — Эрик Басалдуа

Родившийся в пригороде Нью-Йорка Рид Ричардс был интеллектуально одарённым вундеркиндом, гениальным ребёнком-учёным, чей показатель IQ составил 267. С годами его любовь и страсть к науке только возрастала. Он хорошо разбирался в астрофизике, химии, биологии, квантовая механике и электротехнике, будучи самым способным учеником в школе. Тем не менее, оставаясь социальным аутсайдером и изгоем, он регулярно подвергался нападкам и мучениям со стороны хулиганов и своего собственного отца, презирающего Рида за отсутствие мужественности и прилежность. На одной из школьных научных ярмарок, Рид продемонстрировал рабочую модель телепортирующего устройства, за что был принят на работу в правительственный аналитический центр, спонсирующий интеллектуально одарённую молодежь и детей-эрудитов, подобных Ричардсу. Он проводил свои исследования вместе с несколькими другими студентами на объекте, расположенном в здании Бакстера на Манхэттене, где познакомился с Джонни Штормом и Сью Шторм, с которой у него сформировались романтические отношения. На заключительном экспериментальном этапе своего исследования Рида посетил Бен Гримм, его лучший и единственный друг детства, который защищал юного учёного от хулиганов в школьные годы. В возрасте 21 года Рид вместе с другими учёными попытался телепортировать органический материал через параллельное измерение, известное как N-зона. Сью помогала ему в проведении эксперимента, а Джонни и Бен наблюдали за демонстрацией. Эксперимент вышел из-под контроля из-за неправильных расчетов другого талантливого учёного, Виктора Ван Дамма, в результате чего четверо попадали в N-зону, где получили суперспособности. Рид обрёл силу эластичности, позволяющей ему растягивать части своего тела до невероятной длины. После череды приключений и столкновений со множеством сверхлюдей и внеземных угроз, в ходе которых четвёрка пыталась разгадать тайну источника происхождения их способностей и вернуть Рида и Бена в нормальное состояние, молодые люди со временем стали звёздами различных СМИ и общественность нарекла их «Фантастической четвёркой», а Рид взял себе прозвище «Мистер Фантастик».
Накануне глобального кроссовера Ultimatum Рид хотел сделать предложение Сьюзен. В то же время над Нью-Йорком пронеслась огромная волна из океана. Рид считал, что за этим стоял Нэмор и отправился к нему за объяснениями. Нэмор отрицал свою причастность к случившемуся, однако Ричардс не поверил и победил его в поединке. Затем Мистер Фантастик вернулся в Нью-Йорк вместе с Нэмором, однако был похищен Доктором Думом и принцессой Зардой, которые хотели спасти Землю от разрушения, намереваясь с этой целью вернуть Ника Фьюри из другой вселенной. Вскоре Рид вместе Фьюри, Доктором Думом, Зардой и другими выжившими из Людей Икс нашли и остановили Магнето, истинного виновника катастрофы. После событий Ultimatum, Рид вместе со Сью, Джонни и Беном присутствовал на похоронах Франклина Шторма. После похорон Фантастическая четвёрка была расформирована, а Сью рассталась с Ридом и тот вернулся к своей семье. 

### Становление Творцом и конфронтация с Алтимейтс
Рид сотрудничал с инопланетянами, чтобы украсть артефакты, хранящиеся в проекте «Пегас». Становится ясно, что мировоззрение Рида изменилось, а сам он стал более жестоким в результате психической и эмоциональной травм, перенесённых во время Ultimatum, в сочетании с разрывом со Сью. В Ultimate Enemy было показано, как Рид, по всей видимости, погиб вместе со своей семьёй во время взрыва.  В Ultimate Mystery было выявлено, что Рид организовал убийство родителей и сестёр и инсценировал собственную смерть, прежде чем вступить в союз с инопланетянами. В Ultimate Doomsday Рид вступил в конфронтацию с бывшими товарищами по команде, а также с Человеком-пауком, Мар Веллом и Алтимейтс. По мере развития истории супергерои осознали, какую угрозу представлял Рид для всего мира. Одна из причин, по которой он стал злодеем, заключалась в том, что он разочаровался в родном мире и решил найти новый, который можно было бы улучшить. Джонни обжёг ему часть лица, в отместку за боль, которую Ричардс причинил его сестре. Тем временем, Нове и Человеку-пауку удалось украсть изобретение, которое разрабатывал Рид для перемещения между вселенными. После этого все герои вернулись назад, в то время как Рид был признан погибшим. 
В Ultimate Fallout было показано, что Рид выжив после своего поражения и оказался в ловушке в N-зоне. Вскоре он сбежал и вернулся в свой мир, где поклялся вернуть своих друзей и спасти планету. В Ultimate Comics: The Ultimates Рид начал действовать под именем Творец, став создателем Города и лидером Детей Будущего, расы генетически модифицированных сверхлюдей. Он вернулся для сражения с Алтимейтс, проведя 1000 лет в далёком будущем. Творец не состарился благодаря своим способностям, с помощью которых также «растянул» свою макушку, чтобы увеличить уровень интеллекта. Алтимейтс узнали его истинную личность после того, как Ричардс показал своё лицо Тору. Невидимая леди заключила Творца в небольшое силовое поле, но тому удалось выжить. Творцу удалось выбраться из тюрьмы и вместе с Халком, Ртутью и Кангом Завоевателем сформировать Тёмных Алтимейтс, которые завладели камнями Бесконечности, однако Ричардс вновь потерпел поражение от Алтимейтс.
Когда Галактус вторгся в Ultimate-вселенную из-за временного искажения, Алтиметс были вынуждены обратиться к Ричардсу за помощью после того, как Мистерио (который был пойман в ловушку Ultimate-вселенной) раскрыл личность пришельца в лице Пожирателя миров, а также рассказал, что того остановил Рид Ричардс с Земли-616. В сопровождении нового Человека-паука Рид отправился на Землю-616, чтобы получить доступ к файлам своего аналога. Прежде чем уйти, он и Майлз столкнулись с Валерией Ричардс, в результате чего Рид был опечален мыслью, что у него и Сью так и не возникла их собственная семья. Основываясь на файлах своего аналога о Галактусе, Рид перехитрил его, отправив Галактуса в N-зону, где тот должен был умереть, лишённый пищи, поскольку параллельное измерение состояло полностью из антиматерии.  В разговоре со Сью Рид раскаялся в своих грехах и использовал остатки здания Бакстера, чтобы продолжить свои опыты. В скором времени Ultimate-вселенную посетил Свин-паук, который предупредил героев, что будущее может спасти лишь потомок Рида и Сью, однако им удалось найти другой выход.

### Секретные войны
Ник Фьюри тайно нанял Рида, чтобы тот помог разработать контрмеры на случай наступления конца света. Вскоре он стал свидетелем эвакуации Заговорщиков с другой разрушенной Земли. Вслед за этим Рид и Заговорщики спаслись с разрушенной Земли-1610 на «спасательном плоту». Узнав, что они находятся в новом мире, которым правит Бог-Император Дум, используя силу Потусторонних и Молекулярного человека. Рид объединился со своим аналогом с Земли-616, чтобы разработать способ победить Дума. Тем не менее, у каждого из них было своё представление о морали, поскольку Ultimate Рид хотел убить их врага, в то время как Рида с Земли-616 больше волновало, сохранится ли мир при кончине Дума. После того, как они нашли Молекулярного человека, Творец попытался уничтожить своего аналога, превратив в обезьяну. Тем не менее, Молекулярный человек нарушил его планы, вернув Рида в нормальное состояние и превратив Творца в пиццу пепперони. 

### Новые Мстители
Творец пережил переустройство мультивселенной и перенёсся на Землю-616, где сформировал научную организацию Ш.Е.П.О.Т. и продолжил эксперименты для собственной выгоды. Он сосредоточился на захвате душ умерших существ в кристаллы, намереваясь создать новую форму жизни. Также Творец создал новое поколение Отмстителей, которых собирался противопоставить Новым Мстителям. К команде приосединились: Асти Всевидящий, Пэйбок, Паразит, Белая тигрица, альтернативные версии Ангэра-Крикуна и Скара.
Во время событий Civil War II, ряды Новых Отмстителей пополнил О.М.Н.И.Т.Р.О.Н.И.К., ставший их последним участником. Когда А.И.М. вступила в конфронтацию со Щ.И.Т.ом, Творец воспользовался этим конфликтом в своих целях, отправив Новых Отмстителей в сражение. В то время как О.М.Н.И.Т.Р.О.Н.И.К. пленил Санспота, Анджела дель Торо сражалась со своей тётей Авой Айалой, а остальные Отмстители атаковали других членов Новых Мстителей и персонал Второй Базы Мстителей. Надев вариацию брони Спасателя, Тони Хо удалось убить альтернативную версию Скара. Пересмешница освободилась из-под контроля О.М.Н.И.Т.Р.О.Н.И.К.а благодаря помощи Уорлока, тогда как Ава освободила Анжелу от влияния Бога-Тигра и Руки.  Оставшиеся члены Новых Отмстителей противостояли Новым Мстителям и А.И.М.у. Творец скрылся, когда оставшиеся члены его команды были побеждены, однако некоторое время спустя был остановлен Санспотом на борту поддельного Air Force One. Затем Санспот доставил Творца правительству, которое заключило его в специальную камеру.

### Союз с проектом «Надзор»
В какой-то момент Творец подал заявку на вступление в Межпространственный Совет Ридов, который, в рамках проекта «Надзор», поручил ему найти способ вернуться на Землю-1610 и, при необходимости, восстановить и завоевать её. Построив межпространственный портал в своё родное измерение, Творец обнаружил, что он не позволит пройти через него невредимым, однако ему удалось получить повреждённый образец симбиота Венома из своего родного измерения. Предполагая, что связь с ним защитит его от опасностей межпространственных путешествий, Творец решил найти способ восстановить его.
После битвы Венома с драконом-симбиотом посреди Манхэттена, Творец, каким-то образом осознавший связь дракона-симбиота с первобытным богом тьмы, отправил команду по извлечению образца, намереваясь объединить его с Ultimate-версией Венома. Затем они наткнулись на тяжело раненого Эдди Брока и симбиота Венома. Веном избегал захвата на протяжении трёх недель, в течение которых образец симбиота Гренделя был украден из лаборатории Творца. Полагая, что Эдди был тем самым вором, либо знал личность вора, Творец захватил Венома и лично допрашивал Эдди Брока об инциденте, связанном с симбиотом Гренделем и Наллом, отметив, что он не является тем самым Мистером Фантастиком, которого знает Брок. Кроме того, он рассказал о том, как симбиот Веном утратил свою индивидуальность, назвал его «сторожевым псом», который более не в состоянии передать свою силу Броку. На вопрос Эдди о том, сможет ли Творец вернуть Венома в прежнее состояние, Ричардс заявил о необходимости объединить его с коллективным разумом симбиота, добавляя, что последний, кому это удалось, был покойный Флэш Томпсон. Творцу не удалось получить от Брока ответа о судьбе симбиота Гренделя. Он продемонстрировал биомассу симбиота, которая была извлечена с трупа Флэша, намереваясь эксгумировать её и провести вивисекцию. Это вынудило симбиота Венома принять ответные меры и закрыть Творца в  шкафчике морга. Выбравшись, он стёр кадры нападения симбиота Венома, а также просмотрел события Spider-Geddon и Infinity Countdown.  
Впоследствии Творец появился в больнице, когда Брок находился у постели Дилана Брока. Ричардс исследовал живую тьму, окутавшую тело Брока, до тех пор, пока Эдди не выразил жаление отправиться за Диланом, узнав, что тот был его сыном, несмотря на заявление Творца об отсутствии угроза жизни Дилана. Затем Творец выразил обеспокоенность относительно непродолжительности жизни Эдди, будучи насильственно отделённого от симбиота Венома. После увеличения громкости симбиот успешно покинул тело Эдди, при этом выведя из строя и Создателя, и Эдди.

## Силы и способности
Сила эластичности Ultimate Рида Ричардса была увеличена по сравнению с его классическим аналогом. Он в состоянии растягивать свои глаза, в частности хрусталик, поэтому ему не требуются очки или иные оптические приборы, однако он способен поддерживать подобное состояние только в течение коротких периодов времени. Выяснилось, что его способности позволяют ему расширять свой мозг, чтобы приспособиться и решить практически любую проблему, что делает его фактически органическим компьютером. На момент 16 лет показатель IQ Рида составил 267. Ultimate Рид не в состоянии растягиваться на чересчур большие расстояния: поймав падающую Кэрол Дэнверс после того, как её уронил Серебряный Сёрфер, он отметил возникшую боль.  
Рост интеллекта Ultimate Рида увеличился в результате несчастного случая, который наделил его силой, сделавшей его «ум таким же гибким, как и его тело». Он практически не нуждается во сне из-за сверхэффективной работы своего мозга. Тело Ultimate Рида также подверглось радикальному преобразованию, отчего «бактериальный стек» остался его единственным внутренним органом, генерирующим энергию для подпитки его тела. Это избавляет от необходимости объяснять, как его кровеносная система может перекачивать кровь, когда его тело растянуто на длину футбольного поля, поскольку он просто не обладает ею. Не имея пищеварительной системы, он не нуждается в воде и еде. Точно так же, поскольку у него нет лёгких, Ultimate Риду не нужно дышать в каком-либо обычном человеческом смысле, и он может выжить в среде с недостатком кислорода. Благодаря эластичности, молекулярная структура Ричардса не может быть разрушена.
Ultimate Рид обладает сверхчеловеческой прочностью: он пережил усиленное пламя Человека-Факела, физические атаки Существа и взрыв головного мозга силовыми полями Сьюзен. Творец в состоянии разделить себя на несколько разумных существ, которые могут действовать отдельно друг от друга. 
После событий Secret Wars, Молекулярный человек разделил Творцы на бесконечное количество существ, поместив по одной из версий в каждую новообразованную вселенную, созданную его аналогом с Земли-616 и Франклином Ричардсом. Каждая из этих версий разделяет одно и то же сознание, что позволяет им функционировать независимо друг от друга. Подобная возможность также позволяет ему телепортироваться, переключаясь между разными версиями себя из разных вселенных, и переносить оружие из других вселенных.  

## Альтернативные версии
Во время арки Eternity War альтернативная версия Творца (разделяющая то же сознание, что и заключённая в тюрьму Новыми Мстителями) прибыла на Контр-Землю, чтобы сотрудничать с Высшим Эволюционером с целью «развить всю мультивселенную». Творец использовал технологию Высшего Эволюционера, чтобы разрушить Сверхпоток, разделяющий разные вселенные, сливая их в одну реальность и, тем самым, помочь Вечности в сражении с Первым Небосводом. Кроме того, ему удалось оживить Алтимейтс с Земли-1610 (Капитан Америку, Железного человека, Великана, Осу и Халка) на случай, если кто-то попытается отменить его вселенский синтез. Когда версия Алтимейтс с Земли-616 прибыла на Контр-Землю, чтобы остановить Творца, тот приказал Алтимейтс Земли-1610 атаковать. Поскольку обе версии Алтимейтс не нашли причин сражаться друг с другом, Творец убил Ultimate Капитана Америку за неподчинение его приказам. После того, как они были заморожены Спектрумом и разбиты Высшим Эволюционером, обе команды Алтимейтс помогли Вечности победить Первый Небосвод. После этого Алтимейтс Земли-1610 отправились в погоню за Творцом по всей вселенной.

## Вне комиксов

### Кино
Интерпретация Майлза Теллера в фильме «Фантастическая четвёрка» 2015 года представляет вольную адаптацию Ultimate Мистера Фантастика. С ранних лет Рид Ричардс и Бен Гримм работали над проектом телепорта, который привлёк внимание директора Фонда Бакстера Франклина Шторма. Рид помог создать Квантовые врата, которые перенесли его, Бена, Джонни Шторма и Виктора фон Дума на Планету 0. После пребывания на Планете 0 Рид обрёл способность растягиваться. Обвинив себя в инциденте, Рид сбежал и в течение года скрывался по миру. Впоследствии Рида обнаружили военные, после чего его направили в Зону 57, дабы тот помог отремонтировать Квантовые врата. Положение дел ухудшилось, когда вернувшийся Виктор заявил о намерении использовать Планету 0, чтобы изменить Землю. После того, как Рид, Бен, Джонни и Сьюзен победили Виктора, они решили действовать одной командой.

### Видеоигры
Снаряжение из Ultimate вселенной является базовым костюмом Мистера Фантастика в играх Marvel: Ultimate Alliance (2006) и Marvel: Future Fight (2015). Также костюм появляется в играх Marvel: Ultimate Alliance 2 (2009) и Fantastic Four: Rise of the Silver Surfer (2007) в качестве альтернативного скина.